# میراث مالکوم
میراث مالکوم یا وطنی (به فرانسوی: L'Héritage de Malcolm) یک فیلم دلهره‌آور و کمدی-درام آمریکایی به کارگردانی استیون جیلنهال با بازی بیلی باب تورنتون، جان لیسگو و هانک آزاریا محصول سال ۱۹۹۸ است.

## داستان
دربرداشت کوچک ماری‌جوآنا در کالیفرنیای شمالی سعی می‌کنند تجارت را ادامه دهند و در مورد بزرگ‌ترین فروش مذاکره کرده اما وقتی شرکای ساکت، مافیا، پلیس و سایر مداخله کنندگان مهمانی را خراب می‌کنند، آنها می‌فهمند که سرشان بربادرفته است.

## بازیگران
- جان لیسگو در نقش مالکوم / رابرت استاکمن
- جاون تنی به عنوان خلبان هلی کوپتر
- رایان فیلیپ در نقش هارلان دایکسترا
- هانک آزاریا در نقش کارتر
- بیلی باب تورنتون در نقش جک مارسدن
- کلی لینچ در نقش لوسی
- جان بون جووی در نقش دنی
- کلوکا رنه در نقش یک دختر ۴ ساله
- مت راس در نقش بن هیکسون
- جاج رینهولد به عنوان پلیس
- لی فرانسوی به عنوان پیشخدمت
- کریستوفر دالتون در نقش کشاورز پیر
- جیمی لی کرتیس در نقش سیرا کهان
- تد دنسن در نقش جیانی سالتزو
- تیفانی پاولسن در نقش هدر دامپرور
- ژانت اچ ویلسون در نقش زن سفید مو
- جیک جیلنهال نقش جیک / کاهان آبی
- سیموس مک نالی در نقش هیپی هنک
- استیو کرل به عنوان مهمانی با شلوارهای خنده دار[۲]